# Rhopalopilia altescandens
Rhopalopilia altescandens är en tvåhjärtbladig växtart som beskrevs av Gottfried Wilhelm Johannes Mildbraed. Rhopalopilia altescandens ingår i släktet Rhopalopilia och familjen Opiliaceae. Inga underarter finns listade i Catalogue of Life.